# Arrest of a stone Buddha
『Arrest of a stone Buddha』（アレスト オブ ア ストーン ブッダ）は、ロシアのインディーゲームスタジオyeoが開発した横スクロールアクションゲーム。

## 概要
1976年のフランスで活動する暗殺者の空虚な日常が描かれる。作品内では、暗殺任務の遂行後に自身に襲い掛かる敵の集団を迎撃する1日のアクションパートと、居住する街で思いのままに行動する数日の日常パートが交互に繰り返される。
本作開発者のVadim Gilyazetdinovが手掛けた前作『The friends of Ringo Ishikawa』と同じく、キャラクターアニメーションをGilyazetdinovの父が、背景グラフィックをドット絵イラストレーターのArtem Belov（Wedmak2）が担当している。本作が影響を受けた作品として、Gilyazetdinovは、アクション部分ではジョン・ウー監督映画から、ビジュアル部分ではジャン＝ピエール・メルヴィルとルイ・マルの監督映画から影響を受けたとしており、エンドクレジットのスペシャルサンクスの項目に彼らの名前を掲載している。
本作と『The friends of Ringo Ishikawa』をセットにしたNintendo Switch用パッケージソフト『ザ フレンズ オブ リンゴ イシカワ & アレスト オブ ア ストーン ブッダ』がフライハイワークスより2021年1月28日に発売された。

## システム
ゲーム冒頭で1976年11月のカレンダーが表示され、特定の日付に印をつける。物語は印の日の25日前から始まり、印の日が物語の最終日となる。
アクションパートでは、所持している拳銃などを武器に使用し、次々に現れる敵を倒しながら進んでいく。発射できる弾の数には限りがあり、弾切れすると丸腰になる。襲ってくる敵に対しキックするか腕を折るかすると武器を奪って使用できる。拳銃を所持した状態でもう一丁手に入れると二丁拳銃状態になる。また、弾数は少ないが前方の敵を一掃できる散弾銃もある。エリアの端にある乗り物に乗って立ち去るなどすればアクションパートのクリアとなる。
日常パートでは目的が決められておらず、プレイヤーの任意の判断により行動する。街中には、映画館、カフェ、美術館などの施設がある。このパートではゲーム内の世界の時間が経過していき、午後6時以降に睡眠薬を飲むことで1日を終える。